# Nakayama Tadachika
Nakayama Tadachika (中山 忠親), 1131 – 23 avril 1195, est un noble de cour et écrivain japonais de la fin de l'époque de Heian et du début de l'époque de Kamakura, membre de l'influente famille Fujiwara. Ses œuvres sont de précieux documents historiques décrivant une période charnière dans l'histoire du Japon lorsque le pouvoir est passé des familles aristocratiques de la cour de Heian-kyō aux dirigeants militaires régionaux tels que les daimyo et les shogun.

## Famille
Il est le troisième fils de Fujiwara no Tadamune (藤原忠宗, 1087 – 30 septembre 1133), membre de la famille Kasannoin, descendants direct de la branche Hokke du clan Fujiwara. Sa mère est une fille de Fujiwara no Ieyasu (藤原家保, 1080 – 11 septembre 1136). Il passe les dernières années de sa vie àNakayama, dans la partie est de la capitale Heian-kyō (Kyoto) et prend le nom Nakayama Naidaijin (中山内大臣). Nakayama Tadachika est le fondateur du clan Nakayama

## Carrière politique
Il fait une carrière de lieutenant général des gardes impériaux, est nommé chambellan en chef (kurōdo no tō) et en 1164 est nommé conseiller associé (sangi) auprès de la cour impériale. À l'apogée des Taira, il est nommé maître provisoire (Gon-no-daibu) de la maison de Taira no Tokuko, l'impératrice douairière et maître (daibu) de la maison de son fils, le prince héritier Tokihito (plus tard empereur Antoku). En dépit de la perte de ses fonctions et de son rang peu après la chute des Taira (1185), il est nommé dainagon et plus tard en 1191 ministre de l'intérieur (naidaijin), second rang senior, juste en dessous du ministre de la gauche (sadaijin) et ministre de la droite (udaijin).
Nakayama Tadachika était versé en pratiques anciennes, cérémonies et législation de cour,. Il a occupé la position de bettō de l'empereur retiré Go-Shirakawa. En 1185 Minamoto no Yoritomo le recommande pour être l'un des dix kisō (議奏) pour discuter de politique en conseil.

## Auteur

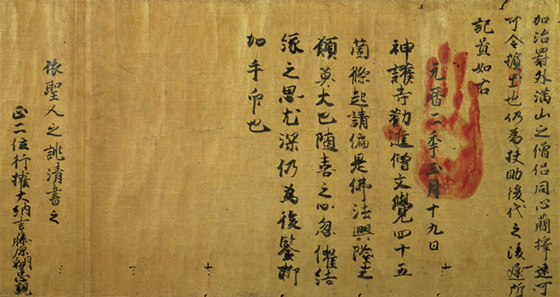
Volumen avec empreinte de main du Mongaku yonjūgokajō kishōmon

Bien que comportant de nombreuses lacunes, le Sankaiki (山槐記), journal de Tadachika, couvre la période allant de 1151 à 1194. Il est néanmoins considéré comme un document historique précieux relativement à l'époque de la guerre de Genpei (1180 – 1185),,. Un autre de ses écrits, le Kirei Mondō (貴嶺問答, « Questions et réponses sur les affaires de la Cour »), est un livre éducatif sur les pratiques de cour classé ōraimono (« collection de modèles de lettres »),. Il est parfois également appelé « Anthologie Tadachika ».
Il est peut-être l'auteur du Imakagami et est généralement crédité du Mizukagami, respectivement deuxième et troisième parties de la « série des miroirs » du Rekishi monogatari « contes historiques »,,,.
Un volumen avec empreintes de main conservé au Jingo-ji et intitulé « Règles et règlements en quarante-cinq articles du prêtre Mongaku » (文覚四十五箇条起請文, Mongaku yonjūgokajō kishōmon) par Tadachika a été désigné Trésor national dans la catégorie « documents anciens ». Il s'agit d'une requête à l'empereur Go-Shirakawa afin de restaurer le Jingo-ji,,.